# Hakatorp
Hakatorp este o arie protejată (arie specială de conservare — SAC, sit de importanță comunitară — SCI) din Suedia întinsă pe o suprafață de 29,1 ha, integral pe uscat.

## Localizare
Centrul sitului Hakatorp este situat la coordonatele 57°00′26″N 14°27′26″E / 57.0072°N 14.4572°E.

## Înființare
Situl Hakatorp a fost declarat sit de importanță comunitară în iulie 2000 pentru a proteja un număr necunoscut de specii din flora spontană și fauna sălbatică aflate în arealul zonei. Situl a fost protejat și ca arie specială de conservare în martie 2011.

## Biodiversitate
Situată în ecoregiunea boreală, aria protejată conține 4 habitate naturale: Pășuni din zone de pădure fino-scandinave, Pajiști din zone de pădure fino-scandinave, Fânețe de joasă altitudine (Alopecurus pratensis, Sanguisorba officinalis), Pajiști fino-scandinave uscate până la mezice, bogate în specii de altitudine mică.
La baza desemnării sitului se află un număr nedeclarat de specii protejate.